# Droga ekspresowa 25 (Izrael)
Droga ekspresowa 25 (hebr.: כביש 25) – droga ekspresowa położona na pustyni Negew, w południowym Izraelu. Rozpoczyna się przy Nachal Oz przy granicy Strefy Gazy, przebiega przez Beer Szewę i Dimonę, kończąc się w rejonie Arawa na skrzyżowaniu z drogą ekspresową nr 90 .